# Сухой Поток
Сухой Поток (укр. Сухий Потік) — село в Козёвской сельской общине Стрыйского района Львовской области Украины.
Население по переписи 2001 года составляло 97 человек. Занимает площадь 0,33 км². Почтовый индекс — 82622. Телефонный код — 3251.